# Le Nez (Giacometti)
Le Nez est une sculpture de l'artiste suisse Alberto Giacometti, dont huit variantes ont été réalisées entre 1947 et 1949, puis retravaillées jusqu'en 1964. L'une des œuvres les plus connues du sculpteur, elle représente une tête humaine dont le long nez échappe de la cage aux barreaux horizontaux de laquelle elle est suspendue. Une version en plâtre se trouve au musée national d'Art moderne, à Paris, en France, tandis qu'une version en bronze est conservée au musée des Beaux-Arts de Nakanoshima, à Osaka, au Japon.